# Hutě (Svojanov)
Hutě je malá vesnice, část městyse Svojanov v okrese Svitavy. Leží na řece Křetínce asi 4,5 km na jihovýchod od Svojanova. Prochází zde silnice II/365. V roce 2009 zde bylo evidováno 12 adres. V roce 2001 zde trvale žilo 19 obyvatel.
Hutě leží v katastrálním území Předměstí o výměře 5,04 km2.

## Těžba grafitu
V okolí obce se nacházely až dvanáctimetrové vrstvy grafitu, po jehož těžbě zůstaly opuštěné štoly. Zpracování grafitu probíhalo v Předměstí a na hradě Svojanově (do r. 1842). Kvalitní grafit se vyvážel v sudech do Anglie, dále se zpracovával na sochy, vázy a jiné umělecké předměty. V expozici hradu Svojanova, lze spatřit grafitová kamna.